# Marlijn Weerdenburg
Marlijn Weerdenburg (Schiedam, 1 april 1983) is een Nederlands actrice, presentatrice en zangeres, die in 2013 bekend werd door haar vertolking van de rol van Danni Lowinski in de gelijknamige serie.

## Carrière
Weerdenburg studeerde muziektheater aan het Brabants Conservatorium in Tilburg, maar verliet deze opleiding in haar derde jaar om te studeren aan de Amsterdamse Toneelschool en Kleinkunstacademie waar ze in 2008 afstudeerde. Nog tijdens haar studie kreeg ze in 2002 een rol in de kindervoorstelling Verboden te lachen van Herman van Veen en trad ze op in Nederland, België en Duitsland. In 2008 speelde ze mee in de kindervoorstelling Vuil Kind van Stella Den Haag.
Ze vormde haar eigen band en trad op verschillende theaterfestivals op; onder andere op Theaterfestival Boulevard. In 2010 had ze succes met een kerstsingle die ze opnam met de band Storybox van Helge Slikker. Met Slikker vormde ze vervolgens het duo Miss Molly & Me dat optrad tijdens de Uitmarkt, Theaterfestival Boulevard, het Fringe Festival, Eurosonic Groningen. In 2011 verscheen hun debuutalbum Rewind and Say Hello.
In 2011 speelde Weerdenburg de rol van Charlotte in de musical Soldaat van Oranje. In 2012 deed het duo Miss Molly & Me de Rewind and Say Hello Theatertour. Van 2013 tot 2016 speelde Weerdenburg de hoofdrol in de televisieserie Danni Lowinski. Weerdenburg deed mee aan het vijftiende seizoen van Wie is de Mol? dat op 1 januari 2015 van start ging. Ze eindigde dat seizoen als tweede, achter de uiteindelijke winnaar Rik van de Westelaken.
Tijdens de Nijmeegse Vierdaagse van 2015 presenteerde ze bij SBS6 het programma De Vierdaagse. In 2016 deed ze mee in het RTL 4-programma It Takes 2 waarin bekende Nederlanders live zingen in een wedstrijd, hier werd ze tweede en verloor ze van Jan Versteegh. Van 2016 tot 2019 presenteerde ze samen met Ersin Kiris het televisieprogramma Broodje Gezond bij KRO-NCRV. Op 11 oktober 2016 begon de zesdelige serie Marlijn: De Dolende Dertiger bij KRO-NCRV op NPO 3. Daarin ging ze middels "een persoonlijke ontdekkingstocht" op zoek naar "antwoorden op de levensvragen van de dertigers van nu". In 2017 presenteerde zij het programma Hotel Romantiek. Sinds 2018 presenteert zij naast André van Duin het culinaire MAX-programma De Nieuwe Lekkerbek. 
In 2019 startte Weerdenburg met haar eigen solo-zang-voorstelling: Marlijn zingt. Sinds 2020 presenteert Weerdenburg met Rop Verheijen, welke is opgevolgd door Splinter Chabot, het aan Wie is de Mol? gerelateerde televisieprogramma Moltalk bij de NPO. Op 27 maart 2020 trad ze op bij NPO Radio 2's Eerste Online Festival, een online minifestival. Het was een festival gehouden ten tijde van de coronapandemie in 2020 waarbij artiesten vanuit hun huis of eigen studio een optreden verzorgden en dat via hun YouTube-kanaal streamden. Sinds 2022 is zij jurylid in het AVROTROS-televisieprogramma Op zoek naar ... en sinds 2023 presenteert zij DNA Onbekend. Ook vervulde zij de rol van Maria in The Passion in 2023 in Harlingen. 

## Marlijn
In maart 2020 verscheen haar gelijknamige debuutalbum Marlijn, waarvoor ze samenwerkte met onder meer Herman van Veen, Paul de Munnik en Bertolf. Het kostte Weerdenburg ruim twee jaar om het elf nummers tellende album te voltooien. In 2019 verschenen drie nummers als single: Vanaf hier, Moed en Wonder van de regen. Van Moed verscheen eveneens een videoclip.

## Filmografie
- Toren C - Bianca Stevens (2012)
- Danni Lowinski - Danni Lowinski (2013-2016)[2]
- Fantastisch - Anne (2015)
- Petticoat - Mimi (2016)
- Flikken Maastricht - Isabel (2020)
- Net ff anders - (2020)
- The Passion 2023 - Maria (2023)

## Discografie
- Marlijn (2020)

## Theater
- Hair - Alternate Dione (2007)
- Soldaat van Oranje (musical) - Charlotte (2011)
- Diana & Zonen - Prinses Diana (2021/2022)